# Presa de la base militar de Las Delicias
La presa de la base militar de Las Delicias va ser un atac perpetrat per la guerrilla de les Forces Armades Revolucionàries de Colòmbia (FARC) el 30 d'agost de 1996 contra la base militar de Las Delicias de l'Exèrcit Nacional de Colòmbia a Puerto Leguízamo al departament de Putumayo. Després de l'atac realitzat per aproximadament 500 guerrillers, 27 militars van morir, 16 van quedar ferits i 60 van ser segrestats, constituint-se així en un dels més greus revessos soferts per les forces estatals colombianes en la seva lluita contra les FARC.
Els soldats segrestats van ser alliberats 10 mesos després, el 14 de juny de 1997, quan van ser lliurats en un gest unilateral als representants de l'aleshores president de Colòmbia, Ernesto Samper, després que aquest accedís a la desmilitarització dels municipis de Cartagena del Chairá, al Departament de Caquetá. La cúpula militar, encapçalada, pel general Harold Bedoya, va protestar públicament contra el president considerant que cedia al xantatge de la guerrilla.